# Down in Your Hole Tour
Down in Your Hole Tour – trasa koncertowa amerykańskiego zespołu muzycznego Alice in Chains, promująca opublikowany we wrześniu 1992 drugi album studyjny Dirt. Łącznie liczyła 166 koncertów, natomiast 24 występy zostały odwołane. W ramach Down in Your Hole Tour, zespół po raz pierwszy w swej historii odwiedził wiele europejskich miast, a także Amerykę Południową, Azję i Australię.
Koncerty jakie odbyły się 2 marca w Glasgow oraz 24 października 1993 w Nagoi, zostały zarejestrowane, a ich fragmenty wykorzystane na koncertowo-kompilacyjnym albumie Live z grudnia 2000. Jest to również ostatnie tak duże tournée, w którym udział brał wokalista Layne Staley.

## Występy przedpremierowe
25 lipca zespół wystąpił w Hollywood Palladium, w ramach charytatywnego mini koncertu z okazji Medicine Show. Muzycy zaprezentowali się obok takich wykonawców jak Ann Wilson i Circus of Power. Wykonali kompozycję „Brother”, pochodzącą z minialbumu Sap.

### Shitty Cities Tour

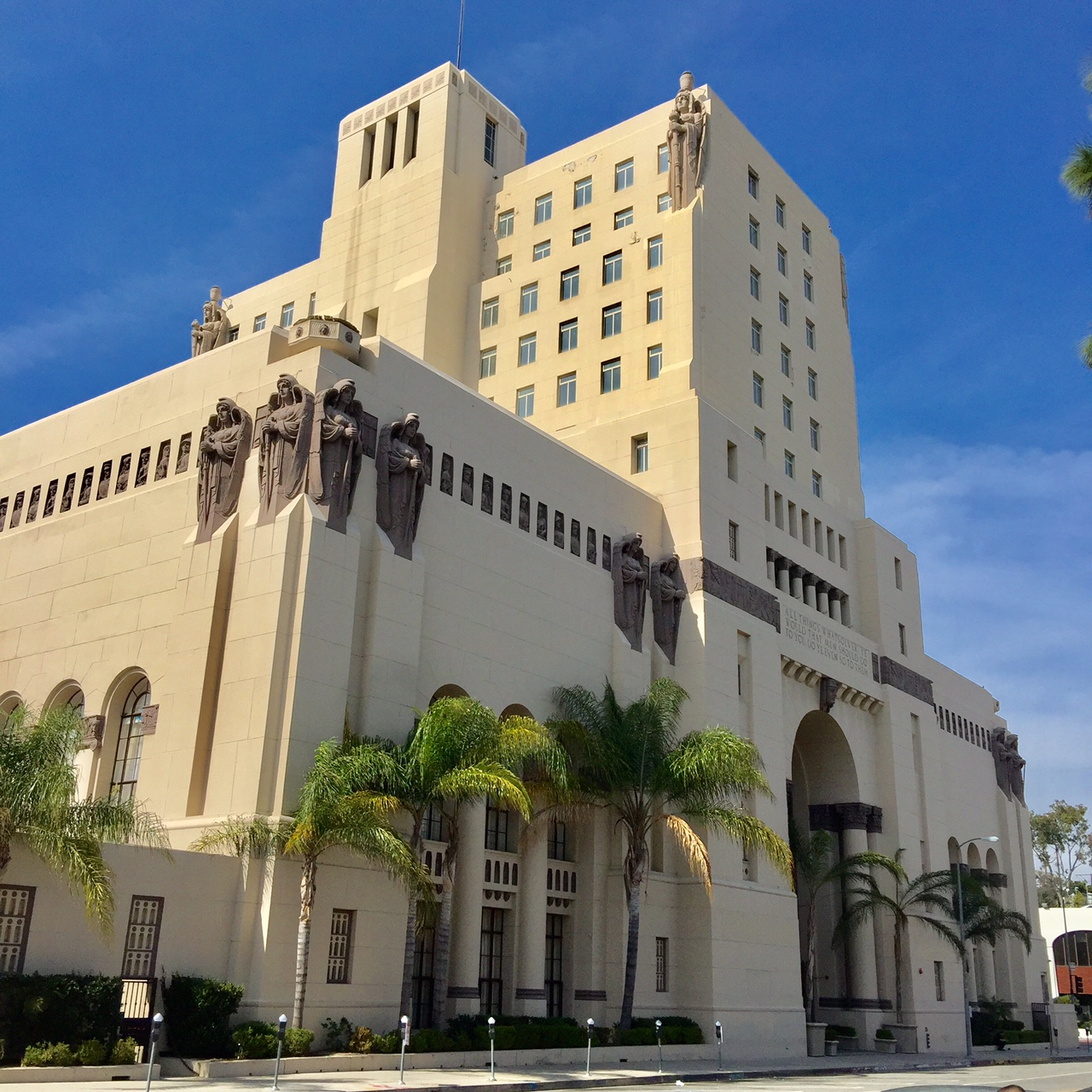
Zespół wystąpił w Park Plaza Hotel na uroczystości promującej film Samotnicy Camerona Crowe’a

Następnie grupa zagrała wzdłuż wybrzeża północno-zachodniego krótką, przedpremierową mini trasę Shitty Cities Tour, przy wsparciu formacji Gruntruck. Perkusista Norman Scott przyznał, że atmosfera podczas wspólnych koncertów była sympatyczna. 10 września członkowie zespołu wystąpili obok Pearl Jam w Park Plaza Hotel w Los Angeles, podczas uroczystości promującej film obyczajowy Samotnicy w reżyserii Camerona Crowe’a, wykonując „Junkhead” i „Would?”.
| Data             | Miasto      | Kraj              | Obiekt                      | Support   |
| ---------------- | ----------- | ----------------- | --------------------------- | --------- |
| Ameryka Północna |             |                   |                             |           |
| 25 lipca 1992    | Hollywood   | Stany Zjednoczone | Hollywood Palladium         | N/A       |
| 23 sierpnia 1992 | Yakima      | Stany Zjednoczone | Yakima Convention Center    | Gruntruck |
| 27 sierpnia 1992 | Olympia     | Stany Zjednoczone | The Evergreen State College | Gruntruck |
| 30 sierpnia 1992 | Spokane     | Stany Zjednoczone | Bing Crosby Theater         | Gruntruck |
| 2 września 1992  | Bozeman     | Stany Zjednoczone | Gallatin County Fairgrounds | Gruntruck |
| 4 września 1992  | Pocatello   | Stany Zjednoczone | Sub Ballroom                | N/A       |
| 10 września 1992 | Los Angeles | Stany Zjednoczone | Park Plaza Hotel            | N/A       |

## Opis trasy
Tournée rozpoczęło się 15 września koncertem w Barton Coliseum. Zespół występował w charakterze gościa specjalnego w ramach No More Tours, solowej trasy Ozzy’ego Osbourne’a, promującego album studyjny No More Tears z 1991. Przed koncertem w Oklahoma City 25 września, Staley złamał nogę podczas jazdy quadem, i na scenie występował o kulach oraz na wózku inwalidzkim. Mike Starr przyznał iż bardzo podoba mu się efekt na wózku. „To sprawia, że Layne wygląda jeszcze bardziej… złowieszczo”. Sean Kinney komentując fakt złamania nogi przez wokalistę stwierdził: „Wiele zespołów pewnie by się wycofało, ale nam zależało na kontynuowaniu trasy”. Referencje dotyczące narkotyków i heroiny miały bezpośredni wpływ na koncerty zespołu. W trakcie występu w Coca-Cola Starplex Amphitheatre 5 października, Staley podczas wykonywania „God Smack”, wielokrotnie „dźgał” rękę mikrofonem, symulując w ten sposób zażywanie narkotyków przy użyciu igły. Z uwagi na coraz większy stopień uzależnienia od heroiny Mike’a Starra, Cantrell i Kinney, w trakcie trasy z Osbourne’em, spotkali się z Mikiem Inezem, pełniącym ówcześnie funkcję basisty w solowym zespole wokalisty Black Sabbath, przekładając mu propozycję współpracy. 16 października do trasy dołączyła Sepultura. Gdy koncerty dotarły do Nowego Orleanu, Staley i Starr pojawili się w programie Headbangers Ball nadawanym w stacji MTV. Wspólne tournée z Osbourne’em zakończyło się 11 listopada. Dwa dni później grupa rozpoczęła własne występy koncertem w Fort Lauderdale, przy wsparciu Gruntruck i Screaming Trees. W trakcie ich trwania, wokalista formacji Mark Lanegan, wskutek wspólnego zażywania heroiny ze Staleyem, doznał zatrucia krwi, i trafił do jednego z kanadyjskich szpitali. Zespół Gruntruck pierwotnie miał występować wspólnie z Alice in Chains także podczas koncertów na terenie Europy w 1993, lecz z uwagi na pogarszające się stosunki pomiędzy Staleyem a wokalistą Benem McMillanem, zrezygnował i dołączył do trasy z Panterą. 31 grudnia muzycy wystąpili w programie MTV New Year’s w Roseland Ballroom.

### Odejście Starra

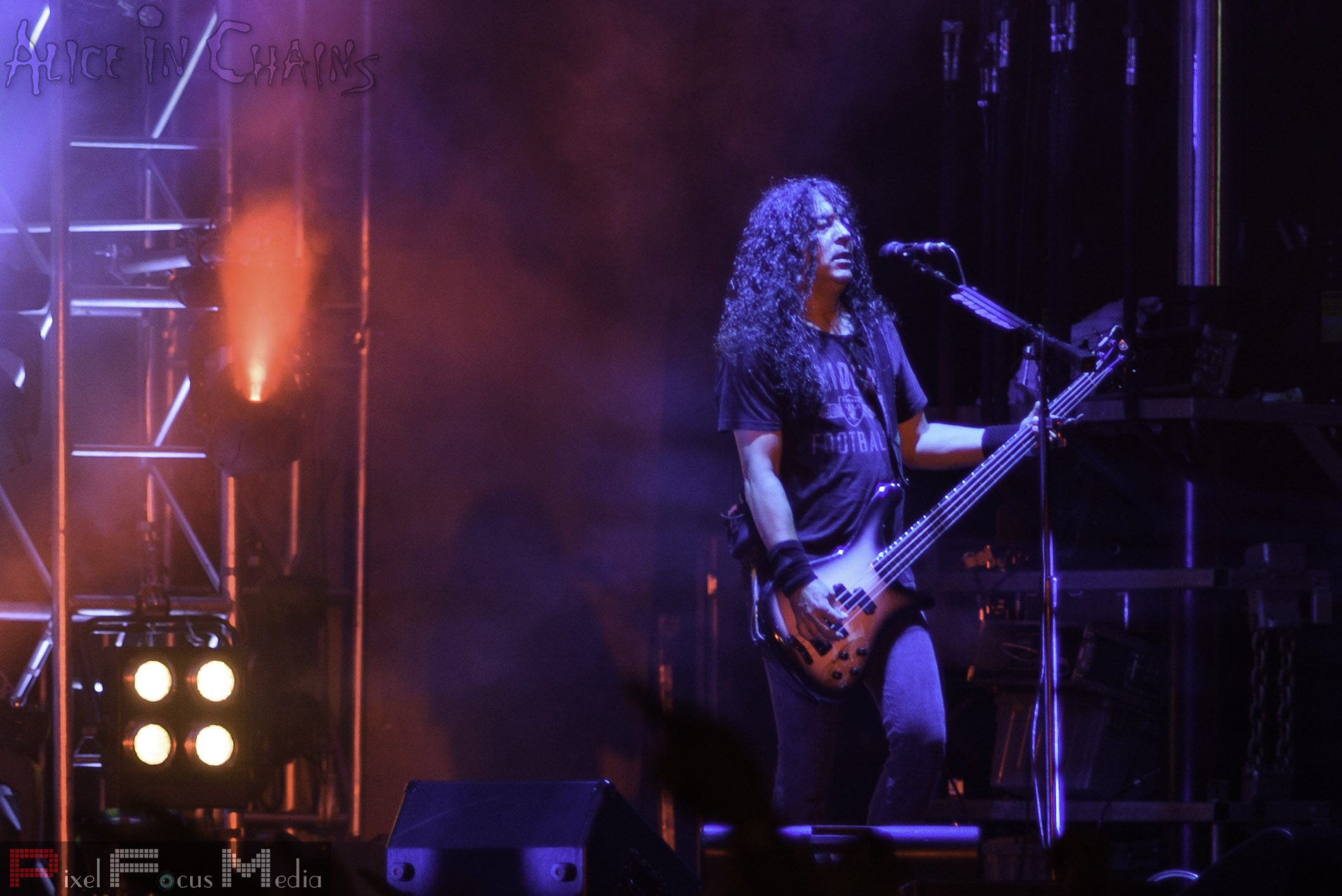
Inez dołączył w styczniu 1993

Na początku 1993 stopień uzależnienia Staleya od heroiny nasilił się. 15 stycznia zespół wystąpił na Estádio do Morumbi w São Paulo, podczas Hollywood Rock, jednego z największych festiwali muzycznych, grając dla ponad 100 tys. publiczności. Kontynuując swój udział, tydzień później zagrał obok Red Hot Chili Peppers na placu Praça da Apoteose w Rio de Janeiro. W trakcie wykonywania „Would?”, Starr na skutek zażycia przed występem zbyt dużej dawki heroiny, miał problemy z koordynacją ruchową. Po zakończeniu koncertu, wraz z Kurtem Cobainem i Staleyem kontynuował zażywanie narkotyku, o mało nie doprowadzając do przedawkowania, tracąc przytomność na kilka minut. Natychmiastową reakcją wykazał się Staley, który widząc poważne zagrożenie życia, cucił kolegę zimnym prysznicem w pokoju hotelowym. Kinney: „To była kolejna gorzka chwila dla nas, ponieważ nasz basista musiał odejść – to był ostatni występ kiedy graliśmy razem i jednocześnie jeden z największych jakie kiedykolwiek zagraliśmy, prawdopodobnie dla 100 tys. ludzi”. Po tym incydencie doszło do zmiany personalnej. W miejsce Starra został przyjęty Mike Inez. „Sean zadzwonił do mnie z Brazylii i spytał: «co robisz?» Chcieli zrobić ruch w kierunku nowego basisty. Poszedłem więc do Ozzy’ego i spytałem: «To jest świetne? Nienawidzę zostawiać cię w potrzebie». «To jasne jak słońce» – odpowiedział. «Jeśli tego nie zrobisz, będziemy musieli udać się do szpitala. To zajmie im tydzień, nim wyciągną moje stopy z twojej dupy!»”. Pojawiło się wiele hipotez dotyczących zwolnienia Starra z zespołu. Jedna z nich mówiła, że muzyk odszedł na własne życzenie, inna, że został wyrzucony z powodu konfliktu z Cantrellem. Wiosną muzycy wydali oświadczenie dla członków fanklubu, w którym poinformowali, że basista zdecydował się sam odejść z uwagi na zbyt intensywny program koncertowy.

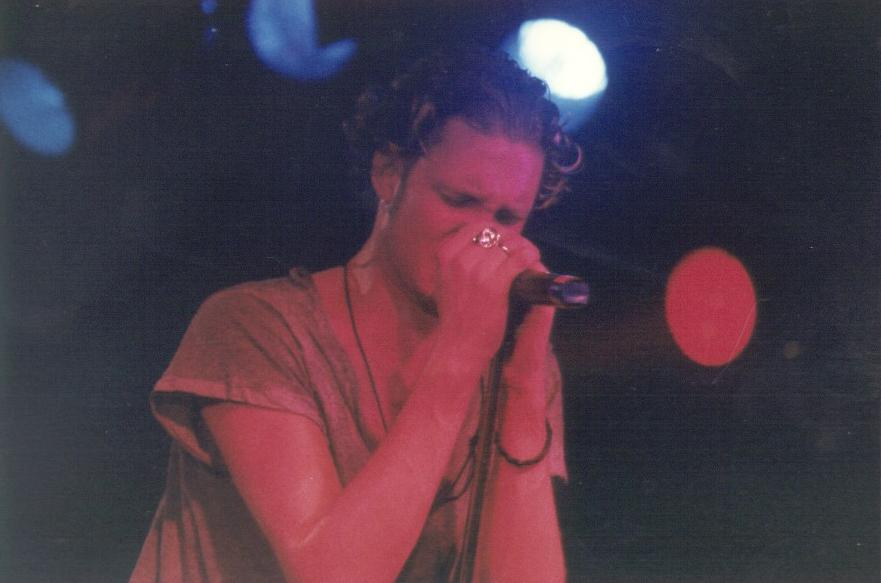
Staley w trakcie trasy zmagał się z uzależnieniem

Przed rozpoczęciem europejskiego tournée, grupa wraz z Inezem odbywała przez dwa dni próby w Finchley, jednej z dzielnic Londynu. Następnie muzycy rozpoczęli dwumiesięczną trasę po kontynencie europejskim, przy wsparciu Screaming Trees. 8 lutego, w trakcie występu w klubie Cirkus w Sztokholmie, Staley zaprosił na scenę jednego z uczestników koncertu, który wykonywał nazistowskie gesty, po czym dwukrotnie uderzył go w twarz, co spotkało się z aprobatą ze strony zgromadzonej publiczności. Po zakończeniu występu, wokalista, w towarzystwie swojego ochroniarza Johna Sampsona, udał się na prom do Finlandii, w obawie, że miejscowa policja może podjąć działania związane z „atakiem na fana”. Po przeszukaniu hotelu funkcjonariusze udali się na prom, gdzie Staley został aresztowany. Brat poszkodowanego uczestnika koncertu zeznał, że organizował on na występie zbiórkę skinheadów, w której Staley skutecznie przeszkodził. Randy Biro, ówczesny członek obsługi technicznej przyznał: „Policja pogratulowała nam i pozwoliła odejść”. W kwietniu zespół zagrał krótką trasę po Stanach przy wsparciu Circus of Power i Masters of Reality.
Na przełomie maja i czerwca kwartet miał wystąpić wraz z Megadeth w roli supportu przed Metalliką w ramach europejskiej części Nowhere Else to Roam, jednak na dziesięć dni przed rozpoczęciem tournée, grupa odwołała swój występ. Basista Jason Newsted, w wywiadzie dla brytyjskiego magazynu „Riff Raff” stwierdził: „Tak, to było gówniane. Rozczarowanie – jest idealnym słowem. Byliśmy z Alice in Chains teraz i szukaliśmy w nich jakiejś inspiracji na ten ostatni kawałek trasy. Naprawdę. Oglądaliśmy ich występy codziennie, więc mogliśmy zrobić własne show”.

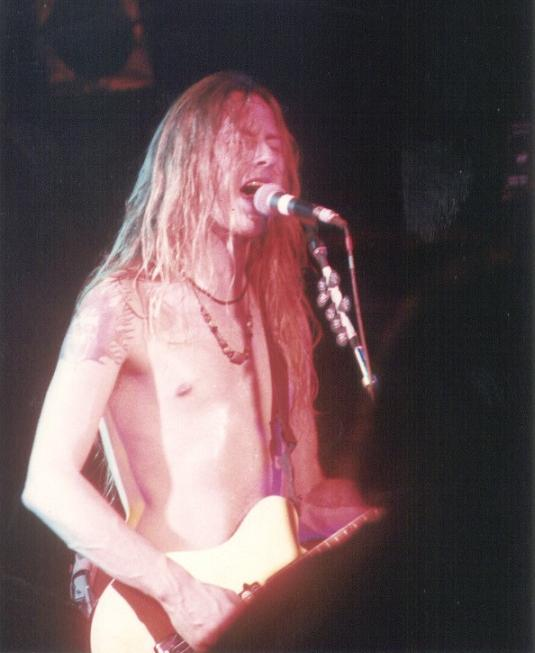
Jerry Cantrell, 27 listopada 1992

18 czerwca grupa zainaugurowała swój udział w trasie festiwalu muzyki alternatywnej Lollapalooza, grając na głównej scenie m.in. obok Babes in Toyland, Primus, Rage Against the Machine i Tool. Według Randy’ego Biro, Staley starał się zachować trzeźwość w trakcie trwania tournée, dostając prywatny bus ze znajdującym się w tylnej części studiem nagraniowym. Towarzyszył mu ochroniarz. Niektóre źródła informowały, że mimo tego, muzyk wciąż borykał się z problemem alkoholowym i narkotykami. W wolnych chwilach, wokalista tworzył różnego rodzaju prace artystyczne. Nick Pollock przyznał, że były one „bardzo mroczne i introspekcyjne”. Podczas koncertów, Cantrell występował gościnnie z członkami zespołu Fishbone, a Staley śpiewał z Front 242 i Tool. Wokalista nawiązał bliską przyjaźń z gitarzystą Rage Against the Machine Tomem Morello i członkiniami Babes in Toyland. Cantrell: „Lollapalooza była prawdopodobnie najfajniejszą trasą, jaką kiedykolwiek zrobiłem i widziałem, ponieważ panowała tak wielka interakcja między zespołami, z wyjątkiem Arrested Development. Wszyscy się bawili – graliśmy ze sobą na jednej scenie. To było świetne”. Inez przyznał, że „to jedna z tych tras, na których zawiązywano przyjaźnie na całe życie”.
Po zarejestrowaniu materiału na minialbum Jar of Flies, zespół powrócił na trasę, koncertując w Stanach Zjednoczonych, Europie i pierwszy raz w Azji i Australii. Podczas pobytu w Roppongi w dystrykcie Tokio, Staley, wraz ze swoim ochroniarzem Johnem Sampsonem i członkiem ekipy technicznej Toddem Shussem, zauważył nieopodal hotelu wózek jezdniowy z kluczykami w stacyjce. Jeżdżąc nim po chodniku, muzyk nieopacznie wyrwał oznaczenie ze ściany budynku. Na miejsce zdarzenia przybyła policja. Po dotarciu do Australii, zespół miał zaplanowane koncerty w miastach oddalonych od siebie o duże odległości, co stanowiło duże wyzwanie logistyczne. Po trzech lub czterech koncertach, Staley zaczął odczuwać zmęczenie, które miało bezpośredni wpływ na jego głos. Kierownik trasy Kevan Wilkins nalegał, by zespół nie przerywał występów. Podczas ostatniego koncertu w Sydney, miały miejsce dwa incydenty. Sean Kinney, zmęczony intensywnością trasy, w trakcie występu zszedł ze sceny, odmawiając dalszej gry. Po kilkunastu minutach, miejsce zajął Jimmy DeGrasso, by koncert mógł zostać dokończony. Drugi z incydentów to moment, w którym Staley został opluty przez jednego z uczestników. DeGrasso: „Siedziałem koło perkusji i ktoś splunął na Layne’a, po czym wskoczył on w tłum. Mieliśmy tylko jednego ochroniarza, więc nie udało nam się go złapać. Pamiętam, że gdy schodziłem ze wzniesienia dla perkusji, w pewnej chwili nie mogłem znaleźć w tym tłumie Layne’a. Staliśmy na skraju sceny wypatrując go, a on nie był aż tak dużym facetem. Pamiętam, że stałem razem z Mikiem Inezem, który powiedział: «no cóż, pewnie gdzieś tam jest». W końcu wrócił i mogliśmy dokończyć występ”. Łącznie trasa składała się ze 166 występów, natomiast 24 zostały odwołane. Było to ostatnie tak duże tournée zespołu ze Staleyem.

### Setlista
W ramach tournée zespół prezentował większość materiału z debiutanckiego albumu Facelift (wyjątek stanowił brak „Sea of Sorrow”, „I Can’t Remember”, „Sunshine”, „Confusion” oraz „I Know Somethin’ (‘Bout You)”). Kilka kompozycji, które weszły w skład zestawu utworów na wydawnictwie Dirt, swoje premiery miało w ramach Facelift Tour i For Unlawful Carnal Knowledge Tour na początku lat 90. (m.in. „Rooster”, „Dirt” „Sickman”, „Junkhead” oraz „Would?” podczas Clash of the Titans w 1991). Na koncertach grupa aktywnie promowała niemalże cały materiał z nowego albumu (jedynym wyjątkiem był brak „Down in a Hole”). Podczas wrześniowych występów na terenie Stanów oraz w Europie, Azji i Australii w 1993, na żywo zadebiutowały utwory pochodzące z minialbumu Jar of Flies – „Rotten Apple” i „Nutshell”. Na trasie zostały premierowo wykonane także dwie nowe kompozycje – „A Little Bitter” i „What the Hell Have I”, zarejestrowane w kwietniu 1993, i wykorzystane na ścieżce dźwiękowej do filmu Bohater ostatniej akcji (reż. John McTiernan). Zespół wykonywał także fragmenty coverów z repertuaru Black Sabbath („Sweet Leaf”), Danzig („Twist of Cain”) i Lynyrd Skynyrd („Sweet Home Alabama”).
| Setlista 1992 |
| --- |
| - Introdukcja: „Untitled” (puszczany z taśmy) 1. „Dam That River” 2. „We Die Young” 3. „Them Bones” 4. „Would?” 5. „Love, Hate, Love” 6. „Junkhead” 7. „God Smack” 8. „Bleed the Freak” 9. „Put You Down” 10. „Sickman” 11. „It Ain’t Like That” 12. „Hate to Feel” 13. „Angry Chair” 14. „Man in the Box” Uwagi: - „Rooster” nie był prezentowany w ramach No More Tours. Kompozycje prezentowane nieregularnie to: „Real Thing” i „Rain When I Die”. - Podczas koncertów w roli supportu, Alice in Chains prezentowali od dziesięciu do jedenastu kompozycji, z uwagi na ograniczenia czasowe. |

| Setlista 1993 |
| --- |
| - Introdukcja: „Untitled” (puszczany z taśmy) 1. „Dam That River” 2. „Them Bones” 3. „We Die Young” 4. „Junkhead” 5. „God Smack” 6. „Would?” 7. „Love, Hate, Love” 8. „Bleed the Freak” 9. „It Ain’t Like That” 10. „Sickman” 11. „Angry Chair” 12. „Hate to Feel” 13. „Man in the Box” 14. „Rooster” Uwagi: - W ramach dalszego etapu trasy, w 1993 do setlisty włączone zostały utwory „A Little Bitter” i „What the Hell Have I”, zarejestrowane w kwietniu oraz „Rotten Apple” i „Nutshell”, które znalazły się na wydanym w styczniu 1994 minialbumie Jar of Flies. Nieregularnie prezentowane były: „Put You Down”, „Rain When I Die” i „Dirt”. - Podczas europejskiej części tournée, trwającej od 4 do 17 października, „Man in the Box” nie był wykonywany na koncertach. - Zespół sporadycznie wykonywał fragmenty coverów z repertuaru Black Sabbath, Danzig i Lynyrd Skynyrd. - W trakcie ostatniego etapu trasy po Australii, podczas koncertu w Sydney 4 października, na perkusji w zastępstwie za Kinneya (który zszedł ze sceny w trakcie występu) grał Jimmy DeGrasso. |

### Support
W roli supportu na trasie występowali: Blind Melon, Sepultura i Ugly Kid Joe (podczas wspólnej trasy z Osbourne’em), Screaming Trees (w Stanach i Europie), Gruntruck (z uwagi na konflikt pomiędzy Staleyem a McMillanem, grupa zrezygnowała z występów w Europie w 1993), Circus of Power, Masters of Reality, My Sister’s Machine, Sweet Water i TAD (głównie podczas amerykańskiej części trasy), Clawfinger i The Wildhearts (w Europie) oraz Suicidal Tendencies i The Poor (w Australii).
- Gruntruck  (13 listopada–22 grudnia 1992, USA)
- Ugly Kid Joe  (15 września–17 września 1992, USA)
- Blind Melon  (27 września–8 października 1992, USA)
- Sepultura  (16 października–11 listopada 1992, USA)
- Screaming Trees  (13 listopada–22 grudnia 1992, USA, 1 lutego–2 marca 1993, Europa)
- Biquini Cavadão  (15 stycznia–22 stycznia 1993, Brazylia)
- DeFalla  (15 stycznia–22 stycznia 1993, Brazylia)
- The Wildhearts  (1 marca–8 marca, 4 października–5 października 1993, Europa)
- Circus of Power  (9 kwietnia–13 kwietnia, 16 kwietnia–23 kwietnia 1993, USA)
- Masters of Reality  (9 kwietnia–13 kwietnia, 16 kwietnia–23 kwietnia 1993, USA)
- My Sister’s Machine  (17 września 1993, USA)
- TAD  (18 września–29 września 1993, USA)
- Sweet Water  (18 września–29 września 1993, USA)
- Clawfinger  (4 października–17 października 1993, Europa)
- Suicidal Tendencies (27 października–4 listopada 1993, Australia)
- The Poor (27 października–4 listopada 1993, Australia)

## Odbiór

### Krytyczny

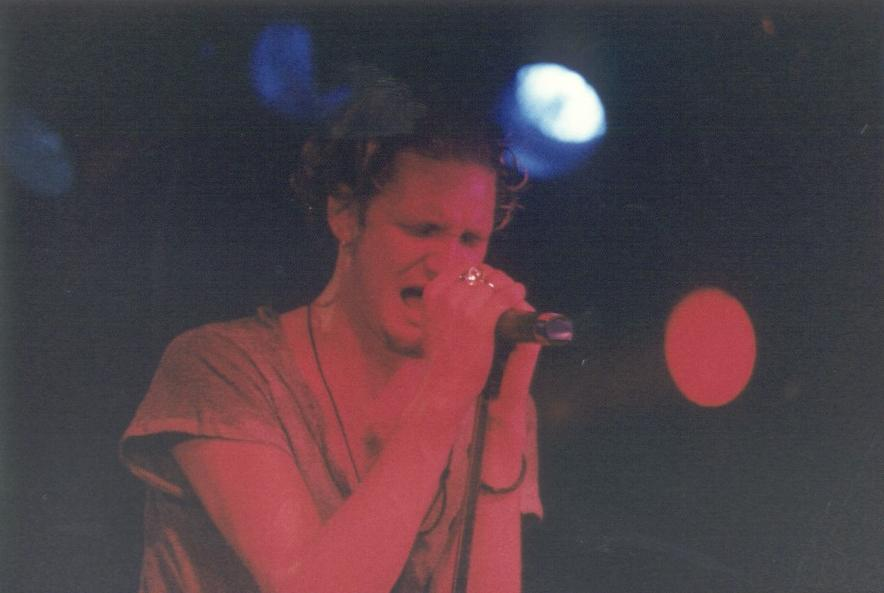
Layne Staley, 27 listopada 1992

Peter Cole na łamach brytyjskiego „Kerrang!”, odnosząc się do koncertu Alice in Chains w roli supportu przed Osbourne’em z Oakland–Alameda County Coliseum Arena, wyraził mieszaną opinię: „Pierwszym i najpoważniejszym problemem jest okrutny dźwięk, i choć niekoniecznie jest to wina zespołu, niestety muszą ponieść konsekwencje. Sekcja rytmiczna basisty Mike’a Starra i perkusisty Seana Kinneya brzmi jakby pod wodą – i to błotnistą wodą. To jak duża miseczka gulaszu, w której nie można odróżnić mięsa od warzyw. Gitara Jerry’ego Cantrella jest nieco lepsza, ale wciąż brzmi, jakby materac był oparty o jego wzmacniacz. Jedyną rzeczą, która wygląda bez szwanku, jest głos Layne’a Staleya. W przeważającej części jego śpiew jest silny, czysty i rezonujący. Jest to tym bardziej imponujące, gdy weźmie się pod uwagę, że śpiewa on z nogą w gipsie, dzieląc swój czas sceniczny między wózkiem inwalidzkim a parą kul”. Gail Flug z magazynu „Raw” napisała w relacji koncertu Alice in Chains w Roseland Ballroom z dnia 24 listopada 1992: „Równe połączenie nowych utworów z Dirt z kompozycjami z ich debiutu Facelift, sprawdziło się doskonale, dzięki takim singlom jak «We Die Young» i «Them Bones», umieszczonych na samym początku, pozostawiając miejsce na bardziej progresywne rozwiązania wypełniające set. Fajnym było móc zobaczyć jak wokalista Layne Staley znów stanął na nogi po tym, jak doznał złamania, nawet jeżeli nadal zmuszonym był do ograniczania niektórych ze swoich ruchów scenicznych. Jego głos nie był jednak uspokajający, ponieważ przedstawiał przekonujący występ z pozorną łatwością. Layne często zajmuje miejsce z tyłu, pozwalając gitarzyście, basiście i perkusiście, aby wprawili publikę w szał za pomocą hipnotycznych riffów i zmian tempa”. Autorka podkreśliła „warstwowe harmonie” w „Would?”, „pokręcony szyk melodii” w „Sickman”, całkowitą depresję w „Love, Hate, Love” i „podnoszący na duchu «Put You Down», sugerujący wpływ Led Zeppelin”. Mörat z „Kerrang!”, relacjonując występ zespołu w Saint Andrew’s Hall z 2 grudnia 1992 przyznał, że „Alice in Chains brzmi świetnie, a my otrzymujemy znakomitą selekcję z obu ich albumów, choć niestety nie ma «Rain When i Die». Nie ma żadnego bisu, oni po prostu zamykają koncert «We Die Young», pozostawiając nam niedosyt pragnień. Alice in Chains uzależnia!”.
Grzegorz Kszczotek z miesięcznika „Tylko Rock”, recenzując koncert zespołu w Berlinie z 6 lutego 1993 napisał: „Co zapamiętałem? Głównie mrok i posępność tej muzyki. I ten głos Layne’a Staleya, przepełniony pesymizmem, nie wspominając o smutku. I jeszcze tę niebywałą ekspresję, energię zespołu wyczarowaną jedynie z instrumentów, a nie jak to zwykle bywa, z bieganiny po scenie, headbangingu i czegoś tam jeszcze”. Katherine Turman, odnosząc się do występu Alice in Chains w Bren Events Center z 12 kwietnia 1993 przyznała: „Piosenkarz Layne Staley użył swojej intensywnej, zamkniętej w sobie osobowości scenicznej, by dodać jeszcze więcej mocy do słuchowych eksploracji alienacji i bólu Alice”. Autorka zaznaczyła, że w utworze „Sickman”, zespół uchwycił „chaotyczne, przejmujące cierpienie, jeszcze mocniej niż na płycie, oraz epicki klimat Led Zeppelin w «Hate to Feel»”.

## Daty i miejsca koncertów

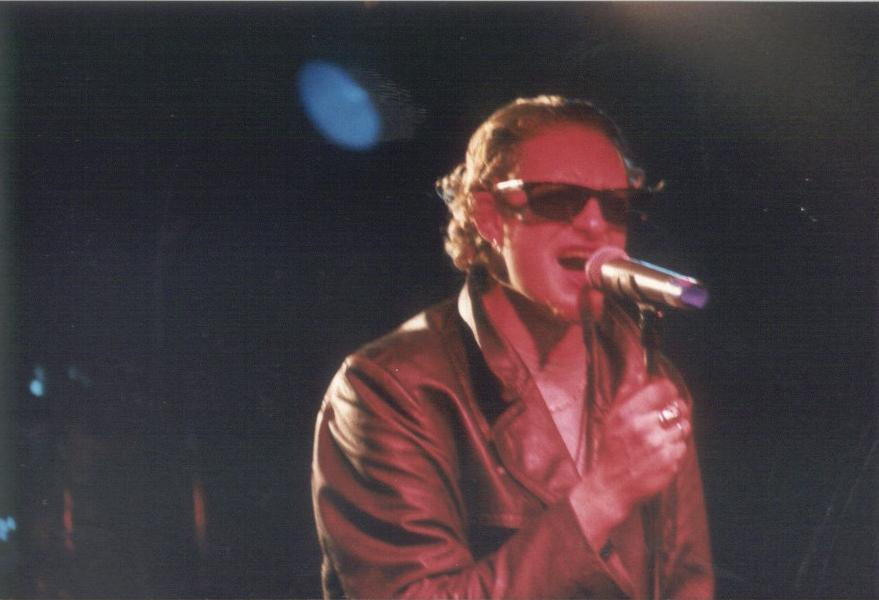
Layne Staley, 27 listopada 1992

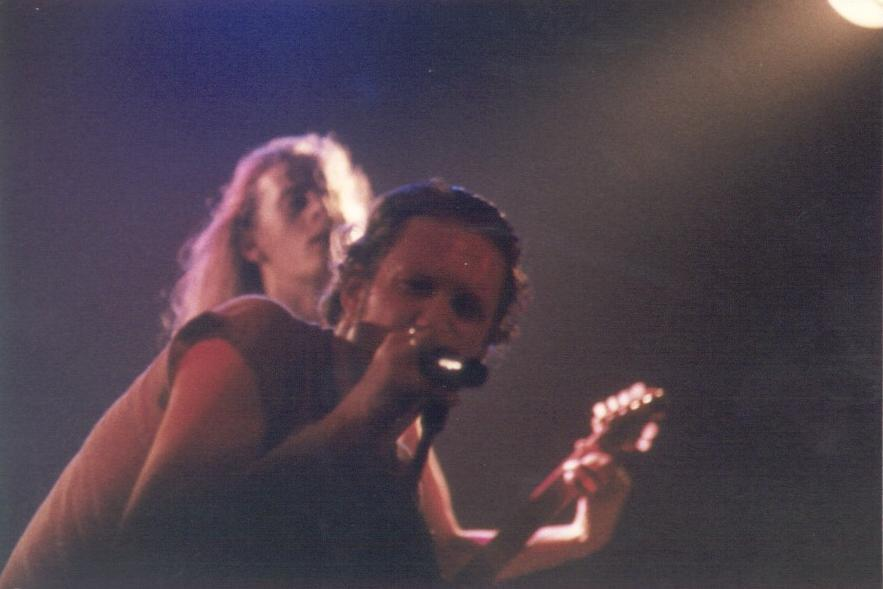
Staley i Cantrell, 27 listopada 1992

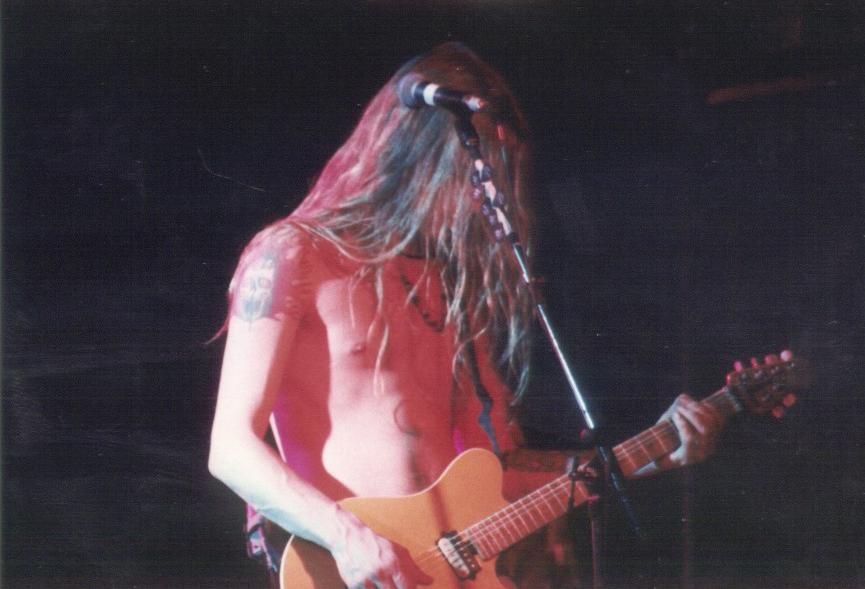
Jerry Cantrell, 27 listopada 1992

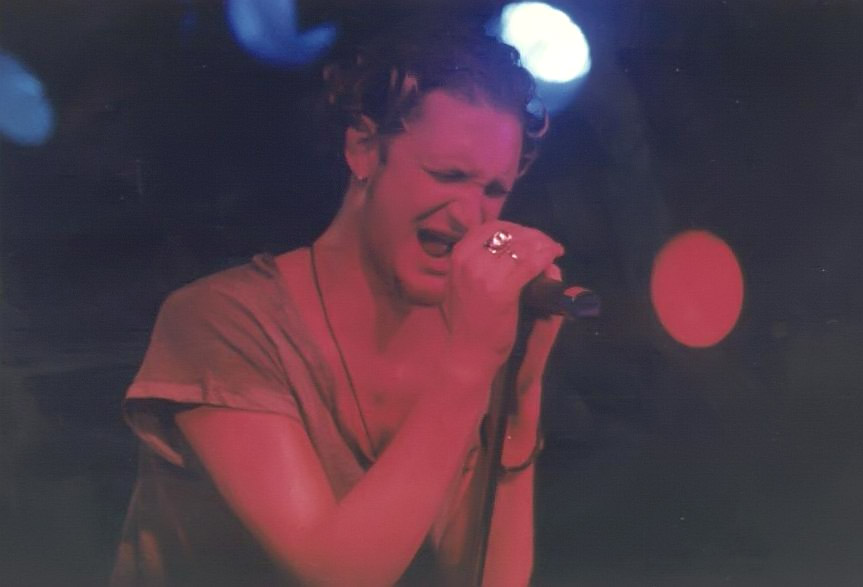
Layne Staley, 27 listopada 1992

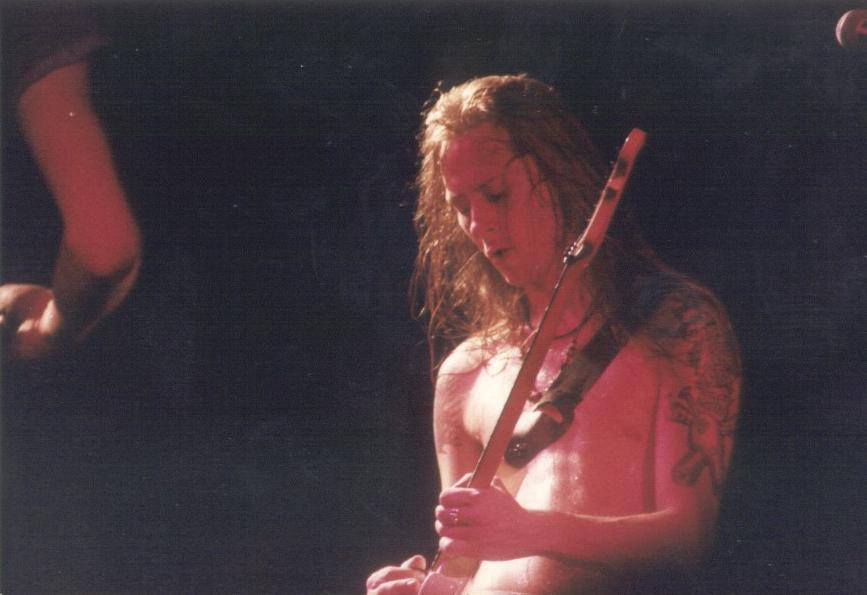
Jerry Cantrell, 27 listopada 1992

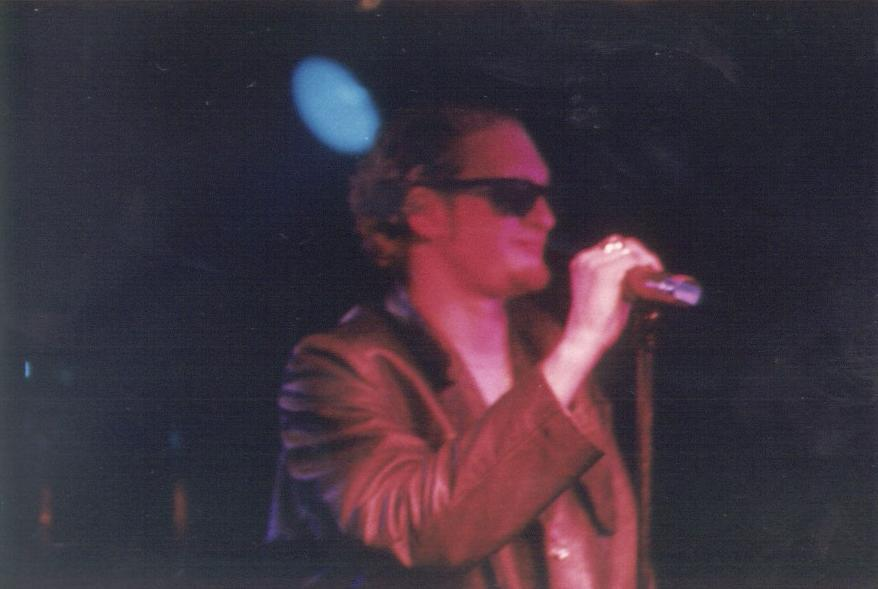
Layne Staley, 27 listopada 1992

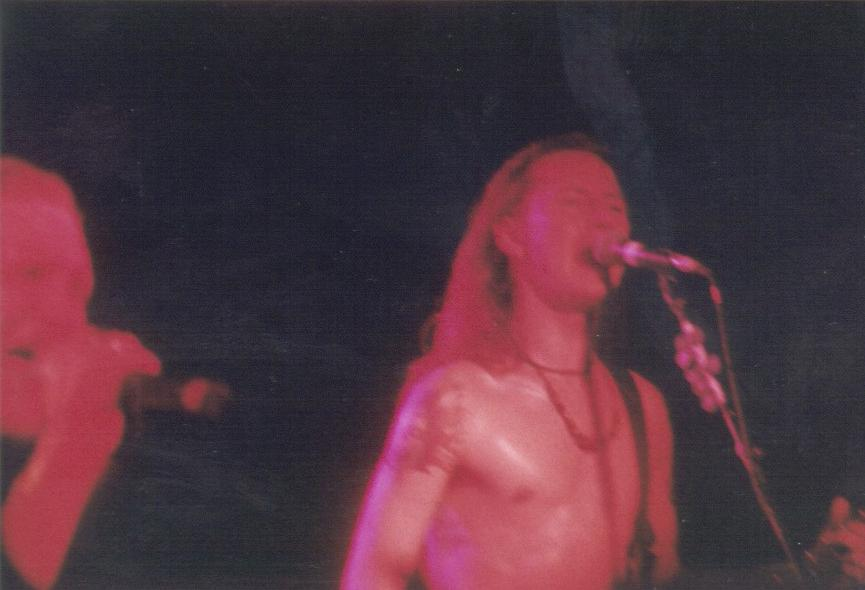
Staley i Cantrell, 27 listopada 1992

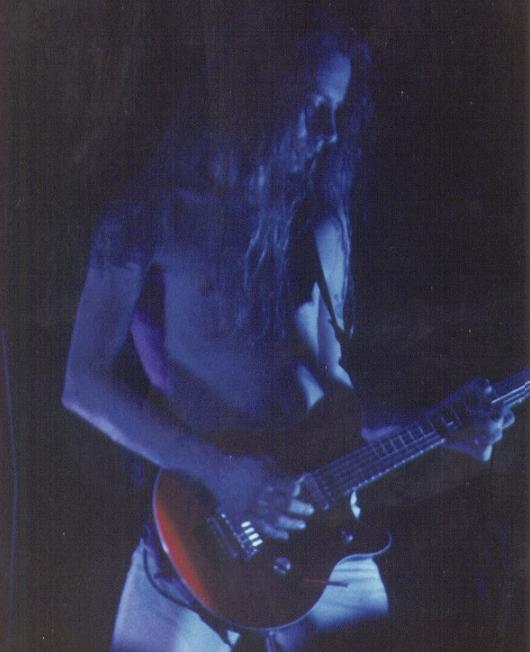
Jerry Cantrell, 27 listopada 1992

| Data                 | Miasto              | Kraj              | Obiekt                                  | Support                            | Wsparcie dla          |
| -------------------- | ------------------- | ----------------- | --------------------------------------- | ---------------------------------- | --------------------- |
| Ameryka Północna     |                     |                   |                                         |                                    |                       |
| 15 września 1992     | Little Rock         | Stany Zjednoczone | Barton Coliseum                         | Ugly Kid Joe                       | Ozzy Osbourne         |
| 17 września 1992     | Allentown           | Stany Zjednoczone | Allentown Fairgrounds                   | Ugly Kid Joe                       | Ozzy Osbourne         |
| 21 września 1992     | Nashville           | Stany Zjednoczone | Starwood Amphitheatre                   | N/A                                | Ozzy Osbourne         |
| 23 września 1992     | Houston             | Stany Zjednoczone | The Summit                              | N/A                                | Ozzy Osbourne         |
| 25 września 1992     | Oklahoma City       | Stany Zjednoczone | Oklahoma State Fairgrounds Grandstand   | N/A                                | Ozzy Osbourne         |
| 27 września 1992     | Lampe               | Stany Zjednoczone | Swiss Villa Amphitheatre                | Blind Melon                        | Ozzy Osbourne         |
| 29 września 1992     | Tulsa               | Stany Zjednoczone | Tulsa Fairgrounds                       | Blind Melon                        | Ozzy Osbourne         |
| 1 października 1992  | San Antonio         | Stany Zjednoczone | Freeman Coliseum                        | Blind Melon                        | Ozzy Osbourne         |
| 2 października 1992  | San Antonio         | Stany Zjednoczone | Freeman Coliseum                        | Blind Melon                        | Ozzy Osbourne         |
| 5 października 1992  | Dallas              | Stany Zjednoczone | Coca-Cola Starplex Amphitheatre         | Blind Melon                        | Ozzy Osbourne         |
| 8 października 1992  | Oakland             | Stany Zjednoczone | Oakland–Alameda County Coliseum Arena   | Blind Melon                        | Ozzy Osbourne         |
| 15 października 1992 | Hollywood           | Stany Zjednoczone | Hollywood Palladium                     | N/A                                | Ramones               |
| 16 października 1992 | Denver              | Stany Zjednoczone | McNichols Sports Arena                  | Sepultura                          | Ozzy Osbourne         |
| 18 października 1992 | Albuquerque         | Stany Zjednoczone | Tingley Coliseum                        | Sepultura                          | Ozzy Osbourne         |
| 20 października 1992 | El Paso             | Stany Zjednoczone | Special Events Center                   | Sepultura                          | Ozzy Osbourne         |
| 22 października 1992 | Nowy Orlean         | Stany Zjednoczone | Lakefront Arena                         | Sepultura                          | Ozzy Osbourne         |
| 23 października 1992 | Memphis             | Stany Zjednoczone | The Pyramid Arena                       | Sepultura                          | Ozzy Osbourne         |
| 25 października 1992 | Knoxville           | Stany Zjednoczone | Thompson–Boling Arena                   | Sepultura                          | Ozzy Osbourne         |
| 27 października 1992 | Louisville          | Stany Zjednoczone | Freedom Hall                            | Sepultura                          | Ozzy Osbourne         |
| 29 października 1992 | Valley Center       | Stany Zjednoczone | Kansas Coliseum                         | Sepultura                          | Ozzy Osbourne         |
| 30 października 1992 | Des Moines          | Stany Zjednoczone | Civic Center of Greater Des Moiness     | Sepultura                          | Ozzy Osbourne         |
| 1 listopada 1992     | Normal              | Stany Zjednoczone | Redbird Arena                           | Sepultura                          | Ozzy Osbourne         |
| 2 listopada 1992     | Madison             | Stany Zjednoczone | Dane County Expo Center                 | Sepultura                          | Ozzy Osbourne         |
| 4 listopada 1992     | Toronto             | Kanada            | SkyDome                                 | Sepultura                          | Ozzy Osbourne         |
| 5 listopada 1992     | Buffalo             | Stany Zjednoczone | Buffalo Memorial Auditorium             | Sepultura                          | Ozzy Osbourne         |
| 7 listopada 1992     | Norfolk             | Stany Zjednoczone | Norfolk Scope                           | Sepultura                          | Ozzy Osbourne         |
| 8 listopada 1992     | Clemson             | Stany Zjednoczone | Littlejohn Coliseum                     | Sepultura                          | Ozzy Osbourne         |
| 10 listopada 1992    | Pensacola           | Stany Zjednoczone | Pensacola Civic Center                  | Sepultura                          | Ozzy Osbourne         |
| 11 listopada 1992    | Shreveport          | Stany Zjednoczone | Hirsch Memorial Coliseum                | Sepultura                          | Ozzy Osbourne         |
| Ameryka Północna     |                     |                   |                                         |                                    |                       |
| 13 listopada 1992    | Fort Lauderdale     | Stany Zjednoczone | The Edge                                | Gruntruck Screaming Trees          | N/A                   |
| 14 listopada 1992    | Orlando             | Stany Zjednoczone | The Edge                                | Gruntruck Screaming Trees          | N/A                   |
| 16 listopada 1992    | St. Petersburg      | Stany Zjednoczone | Jannus Landing                          | Gruntruck Screaming Trees          | N/A                   |
| 17 listopada 1992    | Atlanta             | Stany Zjednoczone | The Masquerade                          | Gruntruck Screaming Trees          | N/A                   |
| 20 listopada 1992    | Charlotte           | Stany Zjednoczone | 1313 Club                               | Gruntruck Screaming Trees          | N/A                   |
| 21 listopada 1992    | Norfolk             | Stany Zjednoczone | The Boathouse                           | Gruntruck Screaming Trees          | N/A                   |
| 22 listopada 1992    | College Park        | Stany Zjednoczone | Ritchie Coliseum                        | Gruntruck Screaming Trees          | N/A                   |
| 24 listopada 1992    | Nowy Jork           | Stany Zjednoczone | Roseland Ballroom                       | Gruntruck Screaming Trees          | N/A                   |
| 25 listopada 1992    | Filadelfia          | Stany Zjednoczone | Trocadero Theatre                       | Gruntruck Screaming Trees          | N/A                   |
| 27 listopada 1992    | Boston              | Stany Zjednoczone | The Channel                             | Gruntruck Screaming Trees          | N/A                   |
| 28 listopada 1992    | Montreal            | Kanada            | La Brique                               | Gruntruck Screaming Trees          | N/A                   |
| 29 listopada 1992    | Toronto             | Kanada            | Masonic Temple                          | Gruntruck Screaming Trees          | N/A                   |
| 1 grudnia 1992       | Detroit             | Stany Zjednoczone | Saint Andrew’s Hall                     | Gruntruck Screaming Trees          | N/A                   |
| 2 grudnia 1992       | Detroit             | Stany Zjednoczone | Saint Andrew’s Hall                     | Gruntruck Screaming Trees          | N/A                   |
| 4 grudnia 1992       | Cleveland           | Stany Zjednoczone | Agora Theatre and Ballroom              | Gruntruck Screaming Trees          | N/A                   |
| 5 grudnia 1992       | Cincinnati          | Stany Zjednoczone | Bogart’s                                | Gruntruck Screaming Trees          | N/A                   |
| 6 grudnia 1992       | Chicago             | Stany Zjednoczone | Riviera Theatre                         | Gruntruck Screaming Trees          | N/A                   |
| 7 grudnia 1992       | Saint Louis         | Stany Zjednoczone | Mississippi Nights                      | Gruntruck Screaming Trees          | N/A                   |
| 9 grudnia 1992       | Minneapolis         | Stany Zjednoczone | First Avenue                            | Gruntruck Screaming Trees          | N/A                   |
| 11 grudnia 1992      | Boulder             | Stany Zjednoczone | Glenn Miller Ballroom                   | Gruntruck Screaming Trees          | N/A                   |
| 15 grudnia 1992      | Hollywood           | Stany Zjednoczone | Hollywood Palladium                     | Gruntruck Screaming Trees          | N/A                   |
| 16 grudnia 1992      | Hollywood           | Stany Zjednoczone | Hollywood Palladium                     | Gruntruck Screaming Trees          | N/A                   |
| 18 grudnia 1992      | Vancouver           | Kanada            | 86th Street Music Hall                  | Gruntruck Screaming Trees          | N/A                   |
| 19 grudnia 1992      | Seattle             | Stany Zjednoczone | Mercer Arena                            | Gruntruck Screaming Trees          | N/A                   |
| 20 grudnia 1992      | Seattle             | Stany Zjednoczone | Mercer Arena                            | Gruntruck Screaming Trees          | N/A                   |
| 22 grudnia 1992      | Los Angeles         | Stany Zjednoczone |                                         | Gruntruck Screaming Trees          | N/A                   |
| 31 grudnia 1992      | Nowy Jork           | Stany Zjednoczone | Roseland Ballroom                       | N/A                                | N/A                   |
| 6 stycznia 1993      | San Antonio         | Stany Zjednoczone | Freeman Coliseum                        | N/A                                | Megadeth              |
| 8 stycznia 1993      | Honolulu            | Stany Zjednoczone | Aloha Tower                             | N/A                                | N/A                   |
| Ameryka Południowa   |                     |                   |                                         |                                    |                       |
| 15 stycznia 1993     | São Paulo           | Brazylia          | Estádio do Morumbi                      | Biquini Cavadão DeFalla            | Red Hot Chili Peppers |
| 22 stycznia 1993     | Rio de Janeiro      | Brazylia          | Praça da Apoteose                       | Biquini Cavadão DeFalla            | Red Hot Chili Peppers |
| Europa               |                     |                   |                                         |                                    |                       |
| 30 stycznia 1993     | Londyn              | Anglia            | Camden Underworld                       | N/A                                | N/A                   |
| 1 lutego 1993        | Bonn                | Niemcy            | Biskuithalle                            | Screaming Trees                    | N/A                   |
| 2 lutego 1993        | Frankfurt nad Menem | Niemcy            | Frankfurt Music Hall                    | Screaming Trees                    | N/A                   |
| 3 lutego 1993        | Monachium           | Niemcy            | Nachtwerk                               | Screaming Trees                    | N/A                   |
| 4 lutego 1993        | Norymberga          | Niemcy            | Resi                                    | Screaming Trees                    | N/A                   |
| 6 lutego 1993        | Berlin              | Niemcy            | Neue Welt                               | Screaming Trees                    | N/A                   |
| 7 lutego 1993        | Lund                | Szwecja           | Mejeriet                                | Screaming Trees                    | N/A                   |
| 8 lutego 1993        | Sztokholm           | Szwecja           | Cirkus                                  | Screaming Trees                    | N/A                   |
| 10 lutego 1993       | Helsinki            | Finlandia         | Tavastia Club                           | Screaming Trees                    | N/A                   |
| 12 lutego 1993       | Oslo                | Norwegia          | Sentrum Scene                           | Screaming Trees                    | N/A                   |
| 13 lutego 1993       | Kopenhaga           | Dania             | Pumpelhussel                            | Screaming Trees                    | N/A                   |
| 14 lutego 1993       | Hamburg             | Niemcy            | Große Freiheit 36                       | Screaming Trees                    | N/A                   |
| 16 lutego 1993       | Zurych              | Szwajcaria        | Volkshaus                               | Screaming Trees                    | N/A                   |
| 17 lutego 1993       | Sesto San Giovanni  | Włochy            | Rolling Stone                           | Screaming Trees                    | N/A                   |
| 19 lutego 1993       | Paryż               | Francja           | Élysée Montmartre                       | Screaming Trees                    | N/A                   |
| 20 lutego 1993       | Tilburg             | Holandia          | Noorderligt                             | Screaming Trees                    | N/A                   |
| 21 lutego 1993       | Amsterdam           | Holandia          | Paradiso                                | Screaming Trees                    | N/A                   |
| 22 lutego 1993       | Gandawa             | Belgia            | Vooruit                                 | Screaming Trees                    | N/A                   |
| 24 lutego 1993       | Stuttgart           | Niemcy            | LKA Longhorn                            | Screaming Trees                    | N/A                   |
| 26 lutego 1993       | Londyn              | Anglia            | Jools Holland TV                        | N/A                                | N/A                   |
| 26 lutego 1993       | Londyn              | Anglia            | The Town & Country Club                 | Screaming Trees                    | N/A                   |
| 28 lutego 1993       | Londyn              | Anglia            | The Town & Country Club                 | Screaming Trees                    | N/A                   |
| 1 marca 1993         | Manchester          | Anglia            | Manchester Academy                      | Screaming Trees The Wildhearts     | N/A                   |
| 2 marca 1993         | Glasgow             | Szkocja           | Barrowland Ballroom                     | Screaming Trees The Wildhearts     | N/A                   |
| 3 marca 1993         | Nottingham          | Anglia            | Rock City                               | The Wildhearts                     | N/A                   |
| 5 marca 1993         | Dublin              | Irlandia          | SFX Hall                                | The Wildhearts                     | N/A                   |
| 6 marca 1993         | Belfast             | Irlandia          | Ulster Hall                             | The Wildhearts                     | N/A                   |
| 8 marca 1993         | Paryż               | Francja           | Élysée Montmartre                       | The Wildhearts                     | N/A                   |
| Ameryka Północna     |                     |                   |                                         |                                    | N/A                   |
| 9 kwietnia 1993      | Salem               | Stany Zjednoczone | Salem Armory Auditorium                 | Circus of Power Masters of Reality | N/A                   |
| 11 kwietnia 1993     | San Jose            | Stany Zjednoczone | Event Center Arena                      | Circus of Power Masters of Reality | N/A                   |
| 12 kwietnia 1993     | Irvine              | Stany Zjednoczone | Bren Events Center                      | Circus of Power Masters of Reality | N/A                   |
| 13 kwietnia 1993     | Tucson              | Stany Zjednoczone | Tucson Convention Center                | Circus of Power Masters of Reality | N/A                   |
| 15 kwietnia 1993     | Oklahoma City       | Stany Zjednoczone | Made in Oklahoma                        | N/A                                | N/A                   |
| 16 kwietnia 1993     | Springfield         | Stany Zjednoczone | Abou Ben Adhem Shrine Mosque            | Circus of Power Masters of Reality | N/A                   |
| 17 kwietnia 1993     | Kansas City         | Stany Zjednoczone | Memorial Hall                           | Circus of Power Masters of Reality | N/A                   |
| 19 kwietnia 1993     | Lexington           | Stany Zjednoczone | University of Kentucky Student Ballroom | Circus of Power Masters of Reality | N/A                   |
| 20 kwietnia 1993     | Champaign           | Stany Zjednoczone | Assembly Hall                           | Circus of Power Masters of Reality | N/A                   |
| 22 kwietnia 1993     | Omaha               | Stany Zjednoczone | Peony Park                              | Circus of Power Masters of Reality | N/A                   |
| 23 kwietnia 1993     | Wichita             | Stany Zjednoczone | Cotillion Ballroom                      | Circus of Power Masters of Reality | N/A                   |
| 24 kwietnia 1993     | Ames                | Stany Zjednoczone | Jack Trice Stadium                      | N/A                                | N/A                   |
| Ameryka Północna     |                     |                   |                                         |                                    |                       |
| 18 czerwca 1993      | Vancouver           | Kanada            | Thunderbird Stadium                     | N/A                                | N/A                   |
| 19 czerwca 1993      | George              | Stany Zjednoczone | The Gorge Amphitheatre                  | N/A                                | N/A                   |
| 20 czerwca 1993      | Portland            | Stany Zjednoczone | Portland Meadows                        | N/A                                | N/A                   |
| 22 czerwca 1993      | Mountain View       | Stany Zjednoczone | Shoreline Amphitheatre                  | N/A                                | N/A                   |
| 23 czerwca 1993      | Mountain View       | Stany Zjednoczone | Shoreline Amphitheatre                  | N/A                                | N/A                   |
| 25 czerwca 1993      | Ogden               | Stany Zjednoczone | Weber County Fairgrounds                | N/A                                | N/A                   |
| 26 czerwca 1993      | Greenwood Village   | Stany Zjednoczone | Fiddler’s Green Amphitheatre            | N/A                                | N/A                   |
| 28 czerwca 1993      | Des Moines          | Stany Zjednoczone | State Fairgrounds                       | N/A                                | N/A                   |
| 29 czerwca 1993      | Saint Paul          | Stany Zjednoczone | RiverCentre                             | N/A                                | N/A                   |
| 1 lipca 1993         | Maryland Heights    | Stany Zjednoczone | Riverport Amphitheatre                  | N/A                                | N/A                   |
| 2 lipca 1993         | Tinley Park         | Stany Zjednoczone | World Music Theatre                     | N/A                                | N/A                   |
| 3 lipca 1993         | Tinley Park         | Stany Zjednoczone | World Music Theatre                     | N/A                                | N/A                   |
| 5 lipca 1993         | Noblesville         | Stany Zjednoczone | Deer Creek Music Center                 | N/A                                | N/A                   |
| 6 lipca 1993         | Antioch             | Stany Zjednoczone | Starwood Amphitheatre                   | N/A                                | N/A                   |
| 8 lipca 1993         | Thornville          | Stany Zjednoczone | Buckeye Lake Music Center               | N/A                                | N/A                   |
| 9 lipca 1993         | Milan               | Stany Zjednoczone | Milan Dragway                           | N/A                                | N/A                   |
| 10 lipca 1993        | Barrie              | Kanada            | Molson Park                             | N/A                                | N/A                   |
| 12 lipca 1993        | Stanhope            | Stany Zjednoczone | Waterloo Village                        | N/A                                | N/A                   |
| 13 lipca 1993        | Stanhope            | Stany Zjednoczone | Waterloo Village                        | N/A                                | N/A                   |
| 16 lipca 1993        | Stanhope            | Stany Zjednoczone | Waterloo Village                        | N/A                                | N/A                   |
| 17 lipca 1993        | Providence          | Stany Zjednoczone | Quonset State Park                      | N/A                                | N/A                   |
| 18 lipca 1993        | Filadelfia          | Stany Zjednoczone | John F. Kennedy Stadium                 | N/A                                | N/A                   |
| 20 lipca 1993        | Charles Town        | Stany Zjednoczone | Charles Town Races                      | N/A                                | N/A                   |
| 21 lipca 1993        | Burgettstown        | Stany Zjednoczone | Coca-Cola Star Lake Amphitheater        | N/A                                | N/A                   |
| 23 lipca 1993        | Raleigh             | Stany Zjednoczone | Hardee’s Walnut Creek Amphitheatre      | N/A                                | N/A                   |
| 24 lipca 1993        | Charlotte           | Stany Zjednoczone | Metrolina Expo                          | N/A                                | N/A                   |
| 25 lipca 1993        | Atlanta             | Stany Zjednoczone | Coca-Cola Lakewood Amphitheatre         | N/A                                | N/A                   |
| 27 lipca 1993        | Miami               | Stany Zjednoczone | Bicentennial Park                       | N/A                                | N/A                   |
| 28 lipca 1993        | Orlando             | Stany Zjednoczone | Central Florida Fairgrounds             | N/A                                | N/A                   |
| 30 lipca 1993        | Nowy Orlean         | Stany Zjednoczone | UNO Soccer Field                        | N/A                                | N/A                   |
| 31 lipca 1993        | Baytown             | Stany Zjednoczone | Royal Purple Raceway                    | N/A                                | N/A                   |
| 1 sierpnia 1993      | Dallas              | Stany Zjednoczone | Coca-Cola Starplex Amphitheatre         | N/A                                | N/A                   |
| 4 sierpnia 1993      | Chandler            | Stany Zjednoczone | Compton Terrace                         | N/A                                | N/A                   |
| 6 sierpnia 1993      | Irwindale           | Stany Zjednoczone | Santa Fe Dam Recreation Area            | N/A                                | N/A                   |
| 7 sierpnia 1993      | Irwindale           | Stany Zjednoczone | Santa Fe Dam Recreation Area            | N/A                                | N/A                   |
| Ameryka Północna     |                     |                   |                                         |                                    |                       |
| 24 sierpnia 1993     | Sacramento          | Stany Zjednoczone | Cal Expo Amphitheatre                   | N/A                                | Van Halen             |
| 17 września 1993     | Kennewick           | Stany Zjednoczone | Tri-Cities Coliseum                     | My Sister’s Machine                | N/A                   |
| 18 września 1993     | Spokane             | Stany Zjednoczone | Spokane Coliseum                        | Sweet Water TAD                    | N/A                   |
| 19 września 1993     | Boise               | Stany Zjednoczone | Taco Bell Arena                         | Sweet Water TAD                    | N/A                   |
| 22 września 1993     | Kansas City         | Stany Zjednoczone | Memorial Hall                           | Sweet Water TAD                    | N/A                   |
| 23 września 1993     | Wichita             | Stany Zjednoczone | Cotillion Ballroom                      | Sweet Water TAD                    | N/A                   |
| 24 września 1993     | Omaha               | Stany Zjednoczone | Peony Park                              | Sweet Water TAD                    | N/A                   |
| 25 września 1993     | Chicago             | Stany Zjednoczone | Aragon Ballroom                         | Sweet Water TAD                    | N/A                   |
| 26 września 1993     | Milwaukee           | Stany Zjednoczone | Eagles Ballroom                         | Sweet Water TAD                    | N/A                   |
| 27 września 1993     | Davenport           | Stany Zjednoczone | Palmer Auditorium                       | Sweet Water TAD                    | N/A                   |
| 29 września 1993     | Detroit             | Stany Zjednoczone | The Fillmore Detroit                    | Sweet Water TAD                    | N/A                   |
| Europa               |                     |                   |                                         |                                    |                       |
| 4 października 1993  | Londyn              | Anglia            | Brixton Academy                         | Clawfinger The Wildhearts          | N/A                   |
| 5 października 1993  | Londyn              | Anglia            | Brixton Academy                         | Clawfinger The Wildhearts          | N/A                   |
| 7 października 1993  | Kopenhaga           | Dania             | K.B. Hallen                             | Clawfinger                         | N/A                   |
| 8 października 1993  | Sztokholm           | Szwecja           | Annexet                                 | Clawfinger                         | N/A                   |
| 10 października 1993 | Berlin              | Niemcy            | Neue Welt                               | Clawfinger                         | N/A                   |
| 11 października 1993 | Monachium           | Niemcy            | Port lotniczy Monachium Terminal 1      | Clawfinger                         | N/A                   |
| 13 października 1993 | Neu-Isenburg        | Niemcy            | Hugenottenhalle                         | Clawfinger                         | N/A                   |
| 14 października 1993 | Kolonia             | Niemcy            | E-Werk                                  | Clawfinger                         | N/A                   |
| 15 października 1993 | Paryż               | Francja           | Élysée Montmartre                       | Clawfinger                         | N/A                   |
| 17 października 1993 | Rotterdam           | Holandia          | Ahoy Rotterdam                          | Clawfinger                         | N/A                   |
| Azja                 |                     |                   |                                         |                                    |                       |
| 20 października 1993 | Tokio               | Japonia           | Nakano Sun Plaza                        | N/A                                | N/A                   |
| 21 października 1993 | Tokio               | Japonia           | Nakano Sun Plaza                        | N/A                                | N/A                   |
| 23 października 1993 | Osaka               | Japonia           | IMP Hall                                | N/A                                | N/A                   |
| 24 października 1993 | Nagoja              | Japonia           | Club Quattro                            | N/A                                | N/A                   |
| Australia            |                     |                   |                                         |                                    |                       |
| 27 października 1993 | Brisbane            | Australia         | Brisbane Festival Hall                  | Suicidal Tendencies The Poor       |                       |
| 28 października 1993 | Sydney              | Australia         | Hordern Pavillion                       | Suicidal Tendencies The Poor       |                       |
| 29 października 1993 | Wollongong          | Australia         | Waves Nightclub                         | Suicidal Tendencies The Poor       |                       |
| 30 października 1993 | Melbourne           | Australia         | Festival Hall                           | Suicidal Tendencies The Poor       |                       |
| 2 listopada 1993     | Melbourne           | Australia         | Palace Theatre                          | Suicidal Tendencies The Poor       |                       |
| 4 listopada 1993     | Sydney              | Australia         | Hordern Pavillion                       | Suicidal Tendencies The Poor       |                       |

## Występy odwołane
| 18 września 1992     | Charlotte, Stany Zjednoczone  | Blockbuster Pavilion      | Odwołany                         |
| 10 października 1992 | Costa Mesa, Stany Zjednoczone | Pacific Amphitheatre      | Odwołany                         |
| 19 maja 1993         | Hanower, Niemcy               | Niedersachsenstadion      | Wycofanie się z udziału w trasie |
| 20 maja 1993         | Düsseldorf, Niemcy            | Rheinstadion              | Wycofanie się z udziału w trasie |
| 22 maja 1993         | Mannheim, Niemcy              | Maimarktgelände           | Wycofanie się z udziału w trasie |
| 24 maja 1993         | Brno, Czechy                  | Stadion Za Lužánkami      | Wycofanie się z udziału w trasie |
| 26 maja 1993         | Berlin, Niemcy                | Waldbühne                 | Wycofanie się z udziału w trasie |
| 28 maja 1993         | Gentofte, Dania               | Gentofte Sportspark       | Wycofanie się z udziału w trasie |
| 30 maja 1993         | Sztokholm, Szwecja            | Stadion Olimpijski        | Wycofanie się z udziału w trasie |
| 1 czerwca 1993       | Helsinki, Finlandia           | Oulunkylä Sportspark      | Wycofanie się z udziału w trasie |
| 5 czerwca 1993       | Milton Keynes, Anglia         | National Bowl             | Wycofanie się z udziału w trasie |
| 8 czerwca 1993       | Bratysława, Słowacja          | Štadión Pasienky          | Wycofanie się z udziału w trasie |
| 9 czerwca 1993       | Budapeszt, Węgry              | Hidegkuti Nándor Stadion  | Wycofanie się z udziału w trasie |
| 13 czerwca 1993      | Paryż, Francja                | Hippodrome de Vincennes   | Wycofanie się z udziału w trasie |
| 16 czerwca 1993      | Lizbona, Portugalia           | Estádio José Alvalade     | Wycofanie się z udziału w trasie |
| 18 czerwca 1993      | Madryt, Hiszpania             | Nuevo Estadio de Vallecas | Wycofanie się z udziału w trasie |
| 20 czerwca 1993      | Bazylea, Szwajcaria           | St. Jakob-Stadion         | Wycofanie się z udziału w trasie |
| 22 czerwca 1993      | Turyn, Włochy                 | Stadio delle Alpi         | Wycofanie się z udziału w trasie |
| 25 czerwca 1993      | Stambuł, Turcja               | İnönü Stadium             | Wycofanie się z udziału w trasie |
| 26 czerwca 1993      | Wiedeń, Austria               | Ernst-Happel-Stadion      | Wycofanie się z udziału w trasie |
| 27 czerwca 1993      | Ateny, Grecja                 | Stadion Nea Smirni        | Wycofanie się z udziału w trasie |
| 25 października 1993 | Auckland, Nowa Zelandia       | Powerstation              | Odwołany                         |
| 31 października 1993 | Adelaide, Australia           | Thebarton Theatre         | Odwołany                         |
| 3 listopada 1993     | Canberra, Australia           | ANU Bar & Refectory       | Odwołany                         |

## Sprzedaż biletów
| Obiekt           | Miasto      | Sprzedaż biletów | Dochód    |
| ---------------- | ----------- | ---------------- | --------- |
| UNO Soccer Field | Nowy Orlean | 25 058 / 30 000  | 714 153 $ |

## Skład
Alice in Chains
- Layne Staley – śpiew, gitara rytmiczna („Hate to Feel” i „Angry Chair”)
- Jerry Cantrell – śpiew, gitara, wokal wspierający
- Mike Inez – gitara basowa, wokal wspierający (od 30 stycznia 1993)
- Sean Kinney – perkusja

Muzycy zastąpieni podczas trasy
- Mike Starr – gitara basowa, wokal wspierający (do 22 stycznia 1993)

Gościnnie
- Chad Smith – perkusja  (solo perkusyjne, 15 grudnia 1992)[55]
- Adam Jones – gitara w utworze „Rain When I Die” (6 sierpnia 1993)[56]
- Joseph McCreary Jr. „Foley” – śpiew w utworze „Them Bones”  (6 sierpnia 1993)[56]
- Maynard James Keenan – śpiew w utworze „Rooster”  (6 sierpnia 1993)[57]
- Larry LaLonde – gitara w utworze „Rooster”  (7 sierpnia 1993)[58]
- Randy Castillo – perkusja w utworze „Sickman”  (7 sierpnia 1993)[58]
- Rich Credo – gitara w utworze „Rooster”  (29 września 1993)[59]
- Jimmy DeGrasso – perkusja  (dokończenie koncertu, 4 października 1993)[34]

Produkcja
- Koncerty: ICM – Troy Blakely
- Harmonogram koncertów za granicą: ICM/Fair Warning – John Jackson
- A&R: Nick Terzo
- Kierownik trasy: Kevan Wilkins
- Management: Susan Silver
- Roadie: Randy Biro, Todd Shuss